# Partido Comunista Angolano
O Partido Comunista Angolano foi um partido político criado em Luanda, em 12 de Novembro de 1955 agrupando, inicialmente, destacadas figuras do nacionalismo angolano, como Viriato Clemente da Cruz, Ilídio Machado, Mário António e António Jacinto, e, logo em seguida, Lúcio Lara, Mário Pinto de Andrade e Joaquim Pinto de Andrade. com o apoio do Partido Comunista Português. Os seus principais lideres foram os irmãos Mário Pinto de Andrade e Joaquim Pinto de Andrade. Em Dezembro de 1956 junta-se ao Partido da Luta Unida dos Africanos de Angola (PLUAA) para formar o Movimento Popular de Libertação de Angola (MPLA).